# 甘泉岛
甘泉岛（英语：Robert Island），是西沙群岛中的一个岛屿，现由中华人民共和国政府实际控制，行政区划隶属海南省三沙市西沙区管辖，由海南省三沙市西沙区永乐群岛管理委员会管辖，全岛设置有甘泉社区。
越南亦声称对该岛拥有主权，以阮朝官员范有日之名，将其命名为有日岛（越南语：／）。

## 地理位置
甘泉岛位于南中国海西沙群岛永乐群岛的永乐环礁西部，北距珊瑚岛2海里，南距羚羊礁约0.5海里。

## 地理地形
甘泉岛是珊瑚环礁发育成的灰沙岛，呈椭圆形，面积0.3平方公里。岛上有土壤、淡水、植被。甘泉岛呈现多重同心环状景观：岛中心由潟湖干涸演化形成，土壤主要是磷质石灰土，往外是环状林带，岛上外围有沙堤环绕，沙堤以外是礁坪。

## 历史
中国海南渔民俗称为“圆峙”、“圆岛”。
1947年、1983年公布名称为“甘泉岛”。

## 人文遗迹
20世纪70年代在岛西北端发掘出土唐至宋代遗址， 2006年公布甘泉岛遗址（编号Ⅰ-174）列入第六批全国重点文物保护单位名单。

## 岛上状况
甘泉岛因是军事禁区，目前尚无居民居住。